# Sial
In geologia, sial o SIAL (composto da SI-licio + AL-luminio) è il termine utilizzato per indicare lo strato superiore della crosta terrestre costituito da rocce acide, più leggere, di composizione simile al granito, ricche di silicati e minerali di alluminio. Sial è un termine geochimico piuttosto che un termine proprio della tettonica a placche. A volte il termine viene identificato con la crosta continentale, poiché è assente negli ampi bacini oceanici. Dato che gli elementi costituenti il SIAL sono meno densi degli altri costituenti la Terra, essi tendono a concentrarsi nello strato superiore della crosta terrestre.